# Stadsbrug Zwijndrecht

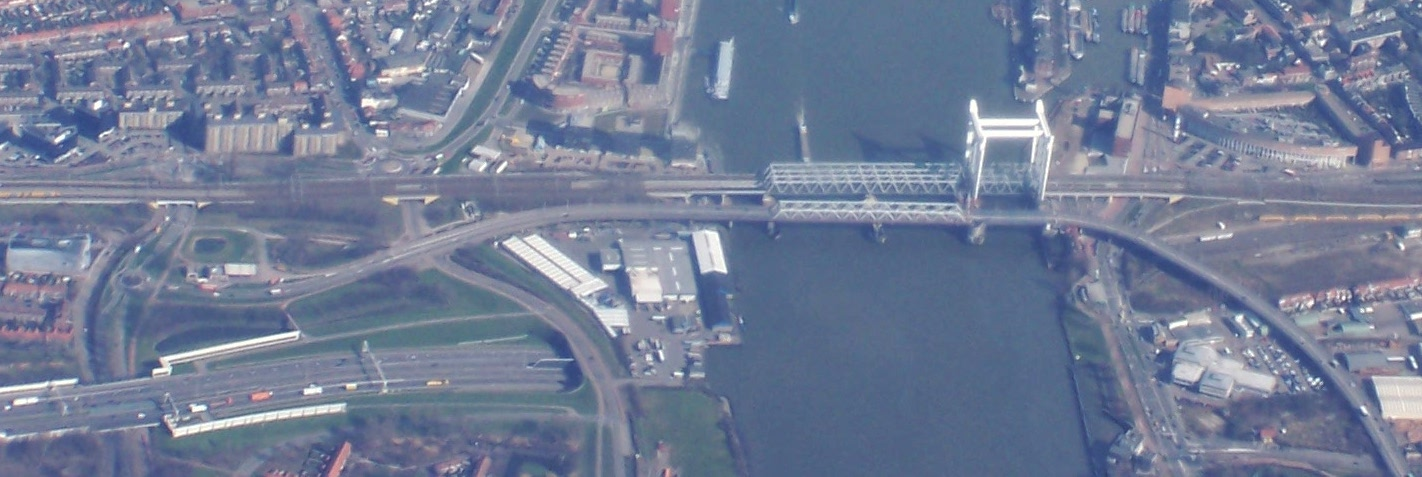
De stadsbrug en de spoorbrug over de Oude Maas. De noordelijke ingang tot de Drechttunnel is linksonder te zien

De Stadsbrug is een verkeersbrug over de Oude Maas, gelegen direct naast de Spoorbrug Dordrecht in de Nederlandse provincie Zuid-Holland. Hij verbindt de steden Dordrecht en Zwijndrecht met elkaar.
De brug is in 1939 in gebruik genomen en maakte tot 1977 onderdeel uit van de A16. Omdat het verkeersaanbod op de A16 te groot werd voor de brug is onder de Oude Maas de Drechttunnel aangelegd. Sindsdien doet de brug dienst als lokale verbinding tussen beide steden.
De brug heeft behalve een vast gedeelte een beweegbaar deel, dit is een dubbele basculebrug. Direct naast de Stadsbrug ligt de hefbrug in de spoorlijn Rotterdam-Dordrecht.
De brug heeft in de Drechtsteden verschillende namen gekregen. Zo wordt het bouwwerk door Zwijndrechtenaren de 'Dordtse brug' genoemd en de Dordtenaren hebben het dan over de 'Zwijndrechtse brug'. De officiele benaming van Rijkswaterstaat (de eigenaar van de brug) is Verkeersbrug Dordrecht. De naast de stadsbrug gelegen spoorbrug wordt door Dordtenaren ook wel 'Het Hemelbed' genoemd.
De Stadsbrug werd in 1996 nagebouwd voor de miniatuurstad Madurodam. 

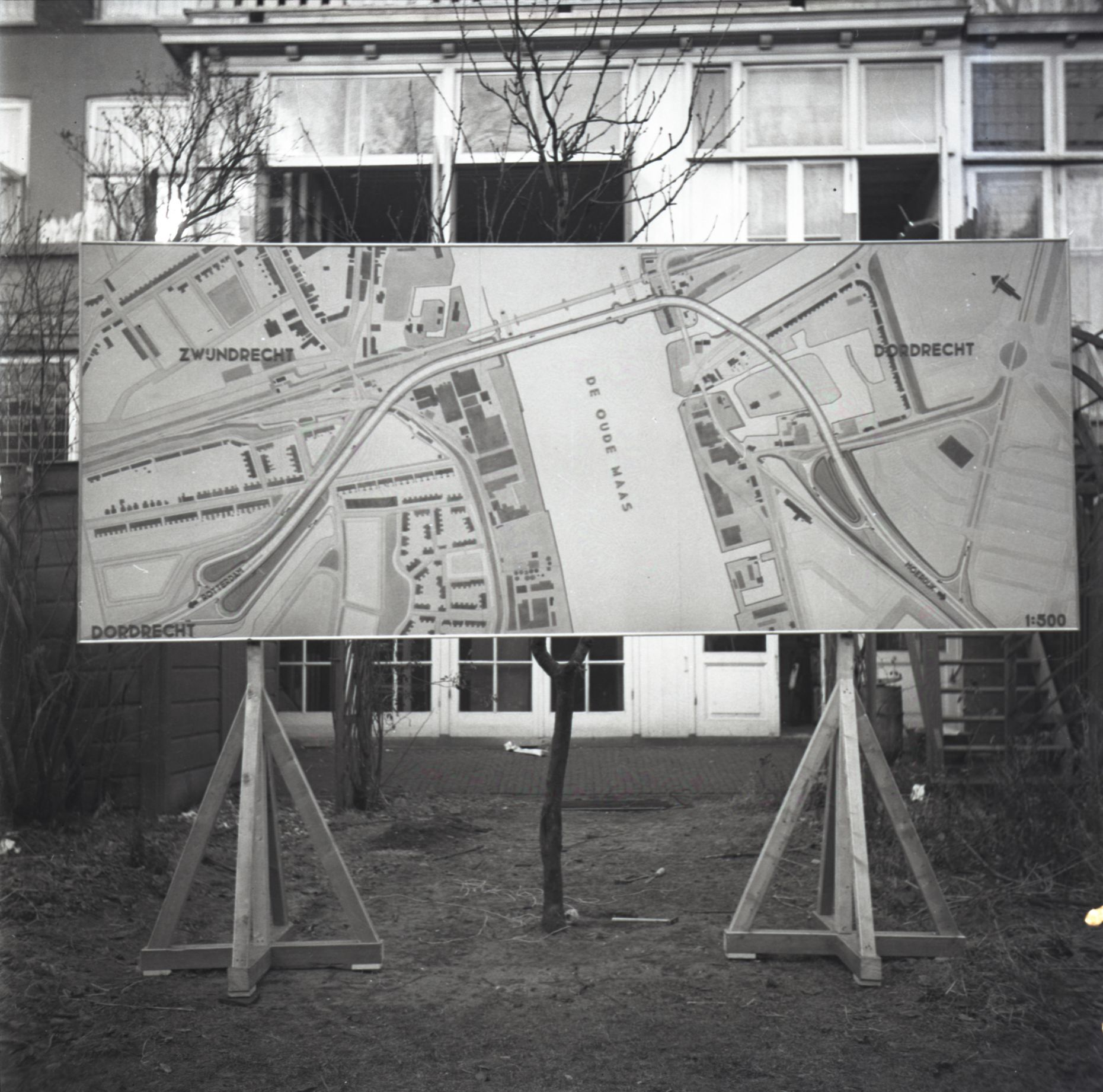
Ontwerptekening van de brug bij Dordrecht.
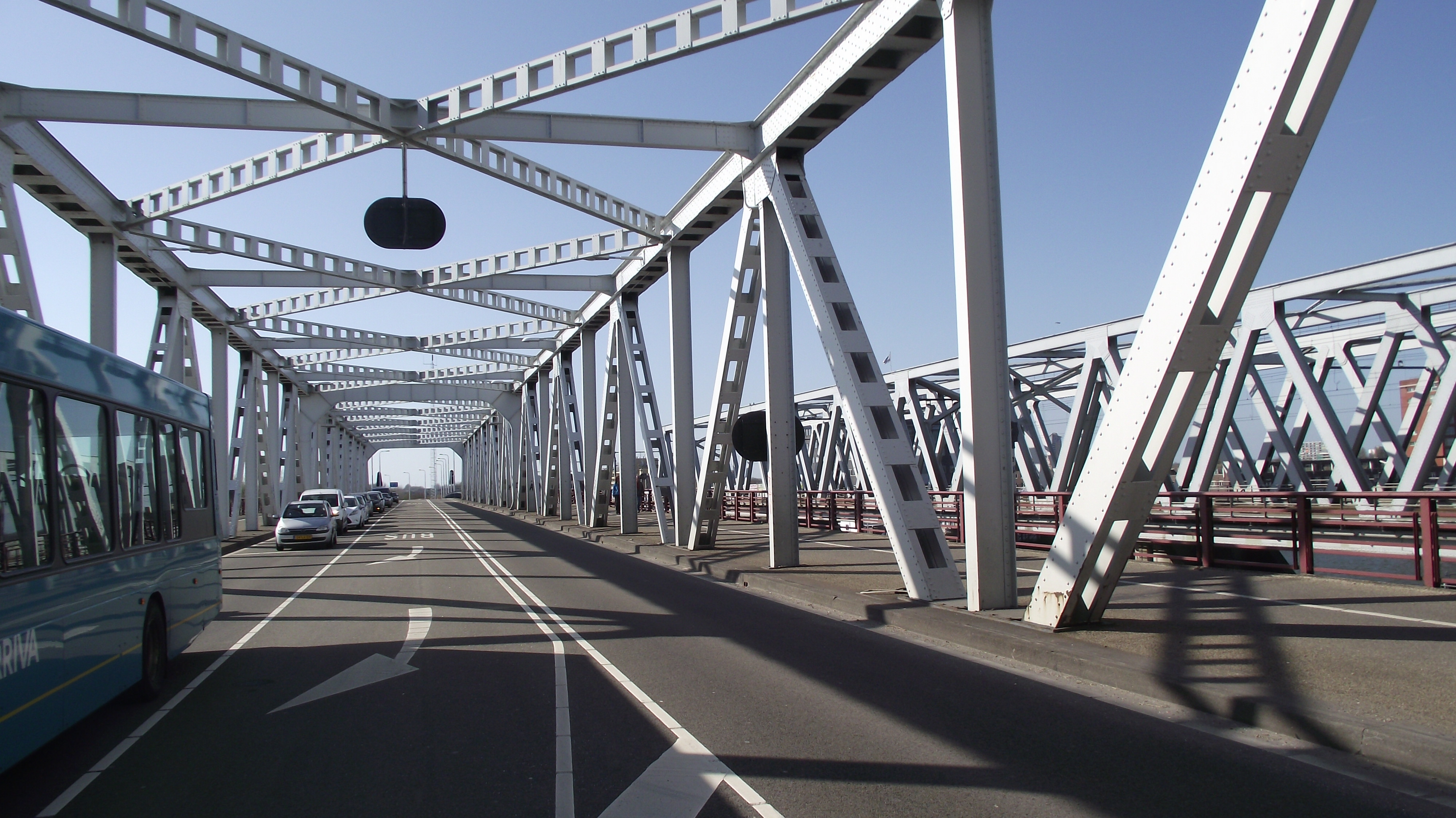
Stadsbrug, bouwjaar 1940.